# Statue-menhir de Tauriac
La statue-menhir est une statue-menhir appartenant au groupe rouergat découverte à Tauriac-de-Camarès, dans le département de l'Aveyron en France.

## Description
Elle a été découverte en 1940 par le docteur Brunel près de Tauriac. Elle a été sculptée dans une dalle de grès sublitharénite. La statue découverte correspond au fragment supérieur d'une statue plus grande. Il mesure 0,99 m de hauteur sur 0,62 m de largeur et 0,15 m d'épaisseur.
C'est une statue féminine. Ses sculptures particulièrement stylisées lui ont valu d'être classée par Jean Arnal sous la catégorie « d'hérétique ». Elle ne comporte aucun caractère anthropomorphe. Dans sa partie supérieure, le bord de la dalle est ornée d'un bourrelet. La statue comporte un unique collier à double rang. La face postérieure de la statue ne comporte aucune sculpture.
La statue est conservée au musée Fenaille, une copie a été dressée sur site.